# Rainer Gries
Rainer Gries (* 9. Oktober 1958 in Heidelberg) ist ein deutscher Historiker und Universitätsprofessor an der Sigmund Freud Privatuniversität Wien.

## Leben und Wirken
Nach dem Schulbesuch in Ladenburg studierte Rainer Gries von 1977 bis 1984 Geschichte und Germanistik an der Albert-Ludwigs-Universität Freiburg im Breisgau und promovierte dort 1991 („Die Rationengesellschaft“). Von 1992 bis 1994 war er Habilitationsstipendiat der Fritz Thyssen Stiftung; die Habilitation erfolgte 2002 an der Universität Jena („Produkte als Medien“). Von 1994 bis 2001 arbeitete er als wissenschaftlicher Assistent an der Friedrich-Schiller-Universität Jena (Lehrstuhl für Neuere und Neueste Geschichte, bei Lutz Niethammer) und an der Universität Leipzig (Lehrstuhl für Wirtschafts- und Sozialgeschichte, bei Hartmut Zwahr).
Von 2001 bis 2010 hatte Gries Gast- und Vertragsprofessuren für Kultur- und Kommunikationsgeschichte am Institut für Geschichte und am Institut für Publizistik- und Kommunikationswissenschaft der Universität Wien inne. Von 2008 bis 2009 vertrat er die Lehrstühle für Neuere und Neueste Geschichte an den Universitäten Jena und Göttingen. Von 2009 bis 2014 lehrte er zudem als außerplanmäßiger Professor Neuere und Neueste Geschichte an der Universität Jena.
Von 2014 bis 2022 hatte er den transdisziplinären nach dem österreichischen Bundeskanzler benannten Franz Vranitzky Chair for European Studies am Institut für Zeitgeschichte und am Institut für Publizistik- und Kommunikationswissenschaft der Universität Wien inne. Seit 2013 leitet er den Fachbereich Psychologische und Historische Anthropologie an der Fakultät für Psychologie der Sigmund Freud Privatuniversität Wien.
Rainer Gries leitete zahlreiche Forschungsprojekte: u. a. zur „Propagandageschichte“ (DFG 1992 bis 1997, gemeinsam mit Gerald Diesener), zu den Kulturen des Rauchens (PolitCIGs, BMBF 2013 bis 2016), zu „Besatzungskindern und Besatzungsenkeln“ (Jubiläumsfonds der Oesterreichischen Nationalbank 2016 bis 2020) und zur Psychologie der „Kinder der Balkankriege“ (GIZ 2017 bis 2020).
Rainer Gries forscht und veröffentlicht vor allem auf dem Gebiet der Kulturgeschichte und der Historischen Anthropologie, insbesondere beschäftigt er sich mit der Theorie, Praxis und Geschichte persuasiver Kommunikationen (Produktkommunikation, politische Propaganda), mit der Geschichte und Psychologie von Kriegs- und Besatzungskindern, mit der Erforschung von Mentalitäten und Kulturen sowie „Generationen“, u. a. mit Blick auf sozialistische und postsozialistische Gesellschaften (DDR und Ostdeutschland, postjugoslawische Gesellschaften).

## Veröffentlichungen (Auswahl)
- (mit Volker Ilgen; Dirk Schindelbeck): Gestylte Geschichte. Vom alltäglichen Umgang mit Geschichtsbildern. Verlag Westfälisches Dampfboot, Münster 1989, ISBN 3-924550-36-0.
- Die Rationen-Gesellschaft. Versorgungskampf und Vergleichsmentalität: Leipzig, München und Köln nach dem Kriege. Verlag Westfälisches Dampfboot, Münster 1991, ISBN 3-924550-50-6 (= Dissertation Universität Freiburg/Br.).
- (mit Volker Ilgen; Dirk Schindelbeck): „Ins Gehirn der Masse kriechen!“ Werbung und Mentalitätsgeschichte. Wissenschaftliche Buchgesellschaft, Darmstadt 1995, ISBN 3-534-12675-0.
- Propaganda als Kulturgeschichte. Methodische Erwartungen und Erfahrungen. In: Deutschland-Archiv, Bd. 33 (2000), H. 4, S. 558–570.
- (Hrsg., mit Silke Satjukow): Sozialistische Helden. Eine Kulturgeschichte von Propagandafiguren in Osteuropa und der DDR, Christoph Links Verlag Berlin 2002, ISBN 978-3-86153-271-2.
- „Blank, rund, nicht zu schwer und gefällig im Aussehen“. Die Mark der DDR – eine Kommunikationsgeschichte der sozialistischen deutschen Währung. In: Deutschland-Archiv, Bd. 35 (2002), H. 4, S. 578–595.
- Produkte als Medien. Kulturgeschichte der Produktkommunikation in der Bundesrepublik und der DDR. Leipziger Universitätsverlag, Leipzig 2003, ISBN 3-935693-81-8 (= Habilitationsschrift Universität Jena).
- Die Mark der DDR. Eine Kommunikationsgeschichte der sozialistischen deutschen Währung. Landeszentrale für Politische Bildung Thüringen, Erfurt 2003, ISBN 3-931426-75-0.
- (Hrsg., mit Silke Satjukow): Unsere Feinde. Konstruktionen des Anderen im Sozialismus. Leipziger Universitätsverlag, Leipzig 2004, ISBN 3-937209-80-8.
- (Hrsg.): Kultur der Propaganda (= Herausforderungen, Bd. 16). Winkler, Bochum 2005, ISBN 978-3-89911-032-6.
- (Hrsg., mit Thomas Ahbe und Annegret Schüle): Die DDR aus generationengeschichtlicher Perspektive. Eine Inventur. Leipziger Universitätsverlag, Leipzig 2006, ISBN 978-3-937209-60-9.
- Produkte & Politik. Zur Kultur- und Politikgeschichte der Produktkommunikation. Facultas, Wien 2006, ISBN 3-85114-980-7.
- (Hrsg., mit Stefan Schwarzkopf): Ernest Dichter. Doyen der Verführer. Mucha-Verlag, Wien 2007, ISBN 3-900823-58-8.
- Produktkommunikation. Geschichte und Theorie (= UTB, Bd. 3077). Facultas, Wien 2008, ISBN 3-8252-3077-5.
- (Hrsg., mit Thomas  Ahbe u. Wolfgang Schmale): Die Ostdeutschen in den Medien. Das Bild von den Anderen nach 1990. Leipziger Universitätsverlag, Leipzig 2009, ISBN 978-3-86583-391-4.
- (Eds., mit Stefan Schwarzkopf): Ernest Dichter and Motivation Research. New Perspectives on the Making of Postwar Consumer Culture. Palgrave Macmillan, Houndmills, Basingstoke/New York 2010, ISBN 978-0-230-53799-6.
- (mit Silke Satjukow): »Bankerte!« Besatzungskinder in Deutschland nach 1945. Campus, Frankfurt/M. 2015, ISBN 978-3-593-50286-1.
- (mit Eva Asboth, Christina Krakovsky): Generation In-Between. Die Kinder der Balkankriege: Annäherungen an eine europäische Schlüsselgeneration. Mit einem Beitrag von Botschafter i. R. Wolfgang Petritsch. ERSTE Studies Wien 2016.